# Бойко Володимир Семенович
Володи́мир Семе́нович Бо́йко (нар. 20 вересня 1938, Маріуполь, Донецька область, Українська РСР, СРСР — пом. 10 червня 2015, Маріуполь, Донецька область, Україна) — український підприємець, металург і політик. Голова правління — генеральний директор ВАТ «Маріупольський металургійний комбінат імені Ілліча». Народний депутат України чотирьох скликань (2002—2014), депутат Донецької міської ради. Колишній член Партії регіонів та Соціалістичної партії України. Кавалер Ордена князя Ярослава Мудрого V ст (2013), Ордена "За заслуги" I, II, III, Ордена Данила Галицького (2006). Герой України (2003). Заслужений металург України (17.07.1995). Почесний президент футбольного клубу «Іллічівець» (Маріуполь). Почесний громадянин м. Маріуполя (1998).
Регулярно входив до списків найзаможніших людей України.

## Біографія
Народився 20 вересня 1938 в Маріуполі, Донецької області  в родині українця та гречанки в селищі Садки – робочій околиці Маріуполя. У цьому заводському селищі пройшли дитячі та шкільні роки майбутнього «народного директора».
Після закінчення школи в 1955 році Володимир Бойко прийшов на завод ім. Ілліча трубопровідником в цех водопостачання. У 1956-1957 роках – слюсар-сантехнік, шляховий, підземний відкатник БУ № 13 "Сталіншахтобуд"; вугільник РТ-142 тралфлоту "Головмурманрибпром". У 1957-1960 роках – служба в армії. Відслуживши в армії, повернувся на завод, щоб залишитися там на все життя. Свою кар’єру почав з посади різьбяра в листопрокатному цеху №6, якому віддав понад 20 років життя, ставши в 1976 начальником цього цеху.
Володимир Бойко отримав вищу освіту в 1970 році закінчивши Жданівський металургійний інститут (зараз ПДТУ) за фахом «Обробка металів тиском». його портрет почесно розташовується в холі серед кращих випускників вузу.
Вся трудова біографія пов'язана з Маріупольським металургійним комбінатом ім. Ілліча: з 1957 року — слюсар, різальник холодного металу, старший майстер, заступник начальника листопрокатного цеху.
У 1983 Володимир Бойко стає заступником начальника виробничого відділу, в 1985 – начальником цього відділу, 1983–1985 — заступник начальника виробничо-розпорядного відділу.
1985–1987 — начальник виробничо-розпорядного відділу.
1987–1990 — заступник генерального директора з виробництва та постачання продукції.
Квітень 1990 року — січень 1997 року — генеральний директор Маріупольського металургійного комбінату ім. Ілліча, з січня 1997 року — голова правління Маріупольського металургійного комбінату ім. Ілліча.
Володимир Бойко, будучи директором меткомбінату зумів істотно підвищити якість виробленої продукції, зробивши її конкурентоспроможною на світових ринках. Продукція іллічівців йшла в 22 країни світу. Завдяки стабільній роботі комбінату ім. Ілліча бюджет Маріуполя не був порожній. ММК ім. Ілліча ремонтував дороги, будував житло, викупив і підняв не діючі міські підприємства: швейну фабрику, молокозавод, м’ясокомбінат і консервний завод, ремонтував школи і дитячі сади. У 1996 р Володимир Бойко провів приватизацію комбінату шляхом перетворення його у відкрите акціонерне товариство (ВАТ), зробивши 32 тисячі працівників заводу акціонерами підприємства.
За ініціативи В.С. Бойка до складу комбінату ввійшла хіміко-металургійна фабрика в селищі Донське, створено агропромисловий комплекс комбінату, до якого входять 65 сільських господарств-агроцехів, розташованих у Донецькій, Запорізькій областях і АР Крим. Знаходяться в управлінні та успішно працюють ВАТ "Комсомольське рудоуправління" і ВАТ "Уманьферммаш", "Укрмеханобр". Узятий в оренду, капітально відремонтований та введений в експлуатацію міжнародний аеропорт "Маріуполь". Налагоджено сполучення як на внутрішніх, так і на міжнародних авіалініях. Включені до складу комбінату такі підприємства, як Маріупольський морський рибний порт, рибоконсервний комбінат, швейна фабрика "Фея", на яких виконано реконструкцію і ремонт, налагоджено виробництво продукції, створюються нові робочі місця для мешканців міста.
Наприкінці 1996 року орендне підприємство "Маріупольський металургійний комбінат імені Ілліча" реорганізовано у відкрите акціонерне товариство зі статутним фондом у розмірі 774 мільйонів гривень. У листопаді 2000 року Верховна Рада України прийняла Закон "Про особливості приватизації ВАТ ММК імені Ілліча", і вже через три місяці іллічівські металурги викупили в держави контрольний пакет акцій (50% плюс 1 акція) вартістю близько півмільярда гривень. На сьогодні трудовий колектив є повноправним хазяїном металургійного комбінату (в його власності перебуває понад 90% акцій ВАТ) і робить все необхідне для його успішної роботи на рівні найсучасніших світових стандартів.
На комбінаті проведено масштабний капремонт доменної печі №4 з модернізацією й збільшенням обсягу, здійснено всі заплановані ремонти обладнання – від аглофабрики до прокатних цехів. Капітально відремонтовано мартенівську піч №6, комплекс конвертеру №3, завершено капремонт із реконструкцією (вартістю понад 100 мільйонів гривень) доменної печі №2, що перетворилася в новий, сучасний чавуноплавильний агрегат.
На підприємстві проводиться цілеспрямована політика зі збереження кадрового потенціалу, створення додаткових робочих місць, забезпечення соціального захисту працівників і ветеранів. Динамічно розвиваються нові напрями діяльності: виробництво будматеріалів, сільськогосподарської продукції, товарів народного споживання і продукції хіміко-металургійної фабрики. Тому комбінат неодноразово визнавався переможцем міжнародних і всеукраїнських конкурсів: "Кращий роботодавець року", "Золота фортуна", "Золоті торговельні марки", "ТОП-100", "Сумлінний платник податків" тощо.
Особливе місце в житті Володимира Семеновича займав футбол. Він вніс величезний вклад в розвиток дитячого, міського та українського футболу в цілому. Тисячі хлопчиків, завдяки побудованим Володимиром Семеновичем майданчикам, отримали можливість грати в футбол. В кінці 90-х років Володимир Бойко взяв під своє крило футбольний клуб «Металург», який ставив собі амбітну мету – вихід у Вищу лігу України. Завдяки старанням Володимира Бойка команда отримала новеньку тренувальну базу на березі моря (на той момент – одну з кращих в Україні).
Серпень 1993 року — 1994 року — позаштатний радник Президента України.
З 1994 року — 2002 —  депутат Донецької обласної ради.
З вересня 1998 року — член Координаційної ради з питань внутрішньої політики.
Член Ради експортерів при Кабінеті Міністрів України; член Координаційної ради з питань внутрішньої політики (09.1998-12.1999). Член Комітету з Державних премій України в галузі науки і техніки (з 04.2006).
У 2001 році був фактично заново зведений стадіон «Іллічівець», який брав матчі Кубка УЄФА, побудований стадіон «Західний», на якому юнацька збірна України проводила переможний Євро-2009, а також місто отримало найбільший критий спорткомплекс в Україні. Під керівництвом «народного директора» клуб тричі добирався до півфіналу Кубка України, двічі посідав четверте місце у Вищій Лізі, грав в Кубку УЄФА.
31 березня 2002 — обраний до Верховної Ради України 4-го скликання (від блоку «За єдину Україну!»; № 4 в списку). 14 травня 2002 року на першому урочистому засіданні новообраної Верховної Ради України прийняв присягу та приступив до виконання повноважень Народного депутата України. Член фракції "Єдина Україна" (05-10.2002), позафракційний (01-15.10.2002), член групи "Європейський вибір" (10.2002-11.2003), член фракції "Регіони України" (11.2003-09.2005), позафракційний (09-12.2005), член фракції СПУ (з 12.2005). Член Комітету Верховної Ради України з питань промислової політики та підприємництва (з 06.2002). Склав свої депутатські повноваження 25 травня 2006 року у зв'язку із закінченням повноважень депутатів Верховної Ради України IV скликання.
- Член фракції Соціалістичної партії України
- Член Комітету ВР з питань промислової політики та підприємництва
- Член депутатської фракції ПАРТІЇ РЕГІОНІВ у Верховній Раді України сьомого скликання [Архівовано 1 лютого 2014 у Wayback Machine.]

26 березня 2006 року обраний депутатом Верховної Ради України V скликання від Соціалістичної партії України (СПУ, № 8 у виборчому списку). 25 травня 2006 року на першому урочистому засіданні новообраної Верховної Ради України прийняв присягу та приступив до виконання повноважень Народного депутата України. Член Комітету Верховної Ради України з питань промислової i регуляторної політики та підприємництва (з 07.2006). Член фракції СПУ (з 04.2006). Склав свої депутатські повноваження 23 листопада 2007 року у зв'язку із закінченням повноважень депутатів Верховної Ради України V скликання.
У 2007 році балотувався до Верховної Ради від Соціалістичної партії України (№ 3 у виборчому списку), але партія до парламенту не пройшла.
1 липня 2010 року акціонери ВАТ "Маріупольський металургійний комбінат імені Ілліча" на загальних зборах ухвалили рішення про злиття з компанією Метінвест Холдинг. Після додаткової емісії акцій частка Метінвест Холдинг в цьому партнерстві після завершення процесу об'єднання склала 75%, а 25% залишилося під контролем комбінату імені Ілліча на чолі з В.С Бойком, який після об'єднання обійняв посаду генерального директора ВАТ "Маріупольський металургійний комбінат імені Ілліча".
28 жовтня 2012 року обраний депутатом Верховної Ради України VII скликання від Партії регіонів (№ 7 у виборчому списку). 12 грудня 2012 року на першому урочистому засіданні новообраної Верховної Ради України прийняв присягу та приступив до виконання повноважень Народного депутата України. Член депутатської фракції Партії регіонів (12.12.2012-27.11.2014). Заступник голови Комітету Верховної Ради України з питань промислової та інвестиційної політики (25.12.2012-27.11.2014). Член групи з міжпарламентських зв'язків з Федеративною Республікою Німеччина, з Італійською Республікою, з Чеською Республікою, з Азербайджанською Республікою, з Республікою Польща, з Сполученим Королівством Великої Британії та Північної Ірландії. Склав свої депутатські повноваження 27 листопада 2014 року у зв'язку із закінченням повноважень депутатів Верховної Ради України VII скликання.
Помер 10 червня 2015 року, після тривалої хвороби.
Був одружений з Яною Рябко.

## Нагороди та відзнаки
- Звання Герой України з врученням ордена Держави (18 липня 2003) — за визначні заслуги перед Українською державою у зміцненні економічної могутності країни, багаторічну громадсько-політичну діяльність[6]
- Орден князя Ярослава Мудрого V ст. (24 серпня 2013) — за значний особистий внесок у державне будівництво, соціально-економічний, науково-технічний, культурно-освітній розвиток України, вагомі трудові здобутки та високий професіоналізм[7]
- Орден «За заслуги» I ст. (27 квітня 2001) — за значний особистий внесок у реалізацію Програми соціально-економічного розвитку Донецької області на 1998—2000 роки, багаторічну плідну працю[8]
- Орден «За заслуги» II ст. (19 вересня 1998) — за значний особистий внесок у підвищення ефективності металургійного виробництва, сприяння економічному розвиткові України[9]
- Орден «За заслуги» III ст. (7 лютого 1997) — за вагомий особистий внесок у розвиток металургійного виробництва, випуск якісної металопродукції та в зв'язку зі 100-річчям заснування підприємства[10]
- Орден Данила Галицького (19 серпня 2006) — за вагомий особистий внесок у розвиток вітчизняного футболу, досягнення високих спортивних результатів футбольними збірними командами України, підготовку спортсменів міжнародного класу[11]
- Орден «Знак Пошани» (1974)
- Заслужений металург України (17 липня 1995) — за заслуги в розвитку металургійної промисловості, вагомі трудові досягнення[12]
- Державна премія України в галузі науки і техніки 1999 року — за розробку теоретичних основ та широкомасштабне впровадження способу підвищення властивостей конструкційних сталей мікролегуванням порошковими дротами з високоактивними елементами (у складі колективу)[13]

Найкращий ТОП-менеджер України [Архівовано 18 серпня 2009 у Wayback Machine.] у галузі «Металургія та виробництво коксу» у 2009 році.
Почесний громадянин м. Маріуполя (1998).

## Вшанування пам'яті
21 жовтня 2017 року, в Маріуполі, на фасаді першого корпусу Приазовського державного технічного університету було відкрито меморіальну таблицю Володимиру Семеновичу Бойку. Меморіальна таблиця з барельєфом В. Бойка, виконана з бронзи маріупольським ювеліром-гравером Петром Ключком.
У 2018 Стадіон «Іллічівець» названий ім’ям Володимира Семеновича Бойка.